# Kozara (Gradiška)
Kozara (en serbio: Козара) es una aldea de la municipalidad de Gradiška, Republika Srpska, Bosnia y Herzegovina.
Se encuentra incluida administrativamente en el consejo comunal de Turjak junto a Trnovac; Adžići y Samardžije.

## Población
| Composición de la Población - Aldea de Kozara | Composición de la Población - Aldea de Kozara | Composición de la Población - Aldea de Kozara | Composición de la Población - Aldea de Kozara | Composición de la Población - Aldea de Kozara |
| --------------------------------------------- | --------------------------------------------- | --------------------------------------------- | --------------------------------------------- | --------------------------------------------- |
|                                               | 2013                                          | 1991                                          | 1981                                          | 1971                                          |
| Total                                         | 46                                            | 126 (100%)                                    | 176 (100%)                                    | 377 (100%)                                    |
| Varones                                       | 23                                            | -                                             | -                                             | -                                             |
| Mujeres                                       | 23                                            | -                                             | -                                             | -                                             |
| Serbios                                       | 46                                            | 126 (100%)                                    | 170 (96,59%)                                  | 376 (99,73%)                                  |
| Croatas                                       | -                                             | -                                             | -                                             | -                                             |
| Bosniacos                                     | -                                             | -                                             | -                                             | -                                             |
| Eslovenos                                     | -                                             | -                                             | -                                             | -                                             |
| Musulmanes                                    | -                                             | -                                             | -                                             | -                                             |
| Montenegrinos                                 | -                                             | -                                             | -                                             | -                                             |
| Macedonios                                    | -                                             | -                                             | -                                             | -                                             |
| Gitanos                                       | -                                             | -                                             | -                                             | -                                             |
| Albaneses                                     | -                                             | -                                             | -                                             | -                                             |
| Ukranianos                                    | -                                             | -                                             | -                                             | -                                             |
| Yugoslavos                                    | -                                             | -                                             | 6 (3,41%)                                     | -                                             |
| Otros                                         | -                                             | -                                             | -                                             | 1 (0,26%)                                     |
| Sin declarar                                  | -                                             | -                                             | -                                             | -                                             |
| Desconocidos                                  | -                                             | -                                             | -                                             | -                                             |